# 24779 Преск-Айл
24779 Преск-Айл (24779 Presque Isle) — астероїд головного поясу, відкритий 23 липня 1993 року.
Тіссеранів параметр щодо Юпітера — 3,326.